# Гончар Ігор Вікторович
І́гор Ві́кторович Гонча́р (нар. 10 січня 1993, Чернівці, Україна) — український футболіст, центральний захисник клубу «Судува».

## Біографія
Вихованець чернівецької «Буковини» і київського РВУФК. Після завершення навчання наставник київської «Оболоні» Сергій Конюшенко запросив Гончара на перегляд. Відразу в «Оболоні» футболіст закріпитися не зміг, повернувся у Чернівці, де півроку тренувався з «Буковиною». Потім ще раз приїхав на перегляд в Київ, після чого з другої спроби підписав контракт з «пивоварами». Рік провів у дублі у Василя Раца. Єдиний матч за першу команду зіграв 21 вересня 2011 року в 1/16 Кубка України проти рідної «Буковини», замінивши на 80-й хвилині Сергія Мякушка.
У 2012 році на правах оренди грав у другій лізі за «Динамо» (Хмельницький). Цей клуб, за власними словами футболіста, допоміг йому піднятися на сходинку вище. Тут він мав достатньо ігрової практики і прогресував.
З часом футболіста помітили скаути донецького «Шахтаря», де Гончар продовжив кар'єру, граючи за «Шахтар-3». Тут юнака перевели на позицію правого захисника, на якій він заграв так, що удостоївся виклику в молодіжну збірну України. Через рік футболіст був переведений у молодіжну команду. Незважаючи на те, що в «молодіжці» донеччан Гончар був гравцем основного складу, на думку порталу Football.ua він ніколи не розглядався як кандидат у першу команду. Сезон 2014/15 став останнім для нього в дублі «Шахтаря», з наступного сезону 22-річний футболіст уже потрапляв під віковий «ліміт».
Улітку 2015 року Гончар був відправлений в оренду в ужгородську «Говерлу». В українській Прем'єр-лізі дебютував 1 серпня 2015 року в грі проти свого клубу — «Шахтаря», замінивши в кінці матчу Ореста Кузика.
Улітку 2016 року став гравцем словацького клубу «Сениця». 2018 року перейшов у «Ворсклу». У вересні того ж року на правах оренди приєднався до «Гірника-спорт».
14 серпня 2019 став гравцем ПФК «Львів», підписавши трирічний контракт, втім провів у команді лише один сезон і у серпні 2020 року перейшов вірменський «Алашкерт»

## Міжнародна кар'єра
У складі молодіжної збірної України в 2014 році ставав переможцем Кубка Співдружності, зігравши у 5 з 6 матчів збірної, в тому числі і у тріумфальному фіналі проти Росії (4:0).

## Титули і досягнення
- Володар Кубка Киргизстану: 2024